# Кнежевска палата
Кнежевска палата Монако је званична резиденција за принца од Монака. Изграђен у 1191. године, као ђеновска тврђава, током своје дуге и често драмске приче да га бомбардују и под опсадом од стране многих страних сила. Од краја 13. века он је био упориште и дом породице Грималди, која је први заробили га у 1297. године. Грималди је владао у области прве као феудалних господара, и са 17. века као суверена кнезова, али је њихова власт је често потиче од крхке споразума са великим и јаким суседима.
На тај начин, у исто време као и остали европски монарси подигнут луксузни, модеран Ренесанса и барок, палате, политика и здрав разум је захтевао да палата Монако владара да буде утврђен. Ово је јединствена захтев, у тако касној фази у историји, направио палата у Монако је једна од најнеобичнијих у Европи. Заиста, када је њен утврђења су, коначно опустио крајем 18. века, он је био заробљен од стране француза и одузела јој блага, и дошао је у паду, док Грималди су били протерани преко 20 година.
Окупације Грималди своје палате, такође, необично, јер за разлику од других владајућих европских породице, недостатак алтернативних палате и недостатак земљишта довела је до њихове примене исте пребивалишта током више од седам векова. На тај начин, њихова судбина и политика директно огледа у еволуцији палате. А Романовы, Бурбоныи Хабсбурзи могао, и често радио, изградити нове палате, највише Грималди могао да постигне, уживајући среће, или жеља да се промени, да се изгради нови торањ или крила, или, како су они то урадили чешће реконструишу постојећи део палате. На тај начин, а кнежевски Двор одражава историју не само Монако, али је из породице, која је у 1997. години имао 700 година владавине од истог палате.
У 19. и почетком 20. века, палата и њени власници постали симболи мало ризично гламура и декаданса, који су били повезани са Монте Карлу и француске Ривијере. Гламур и театральности постао стварност када је америчка филмска звезда Грејс Кели је постала господарица двора у 1956. години. У 21. веку, палата остаје седиште ове принц од Монака.

## Кнежевски Двор
Дворац представља мешавину архитектонских стилова; његово древно порекло указује на одсуство симетрије. Дакле, за процену архитектуре, крила и блокови морају бити испуњени одвојено. Главни фасада изгледа као тераса Ренесансни стил палата различитих периода Ренесансе (илустрације 1 и 12), који се—иако они чине само једну палати—то је управо оно што су они. Ови крила али их спаја укупног рустованный први спрат. То је архитектура Ренесансе, изгледа да прикрије ранијим фортификационных објеката, куле, које стоје иза различитих класичних фасада. Ове куле—многи са крака и машикулями—заправо су углавном обновљена у 19. веку. У задњем делу палате оригиналне средњовековне фортификације, изгледа, нетакнуте временом. (Илустрација 4). Велики архитектонски склад је постигнут у суд части, око које се гради палату, где два слоја од фреске отворене аркадама да послужи као велика балкон за принца изглед и стање улаза и ходника, биндинг званичних парада дворанама палате.
Најзначајнији од многих соба су државне станове. Ови су постављени из 16. века, и били су смањени у стилу оне у Версају у 18. веку. У 19. веку и поново на крају 20. века, масовно рестаурација гос број консолидованог 18. века стил, која преовлађује данас.
Дизајниран као анфилады и свечани начин у соби са престолом, поворка пут почиње са спољашње степениште у облику потковице, која води од суда части у отвореној галерији, познат као Галерија Херкула. Отуда гости спадају у огледало галерији, дуго сали инспирисан дворани огледала у Версају. ова галерија води на први државног собе, Службеника соба, где је госте поздравио суд званичници пред публиком са принц у соби са престолом. Од офицерского хале у анфиладу наставља плавом соби. Овај велики дневне собе, украшена плавим брокат, виси са Грималди породични портрети и лустери од мурано стакла. У следећој соби, највећи стана, ово соби са престолом. Његов плафон и фреске су испуњени Орацио де Ферари и приказују предају Александра Македонског. Престо, у стилу Ампир, се налази на брду, испод црвено свилен надстрешницом имовине превазићи позлаћеним круна. Подови од Каррарского мермера. Све државне церемоније је спроведено у овој соби од 16. века.
Остале просторије у државном соба је Црвена соба — тако се зове, јер зидови су покривени црвеном брокат — велики дневни боравак, садрже слике Јана Бројгела и Шарл лебрун. Као и велики део палате број садржи богато украшена 18. века у француском стилу намештај. Из црвене собе води Заснован школа. Ситуација као држава опочивальни, овај број је украшена фрескама са илустрацијама од четири годишња доба Грегорио де Ферари. Следећи број, познат као жута соба (или понекад као Луј КСВ Опочивальня), то је друга држава, спаваћа соба.
Је дивна соба у двухкомнатном соби Мазарини школа. Овај цртеж соба облицована италијанске позлаћеним и сликање полихромная дрво трим мајстори донео Француској кардинал Мазарини, који је био повезан са женитьбой Грималди. Кардинал Мазарини портрет виси изнад камина.
Када переопределении атмосферу ентеријера и екстеријера палате 18. века, сама палата не. Већи део њен изглед је резултат дуге еволуције датира из 12. века, омраченным тешким рестаурација и одржавање у току 19. и 20. века.

## Грималди тврђава
Монако прича је почела пре Римске окупације оглас 122. Своје велике природне луке осигурава сталан ток посетилаца из Библа, Тири Сидон. Касније феничани су дошли у трговину свилом, уље и зачини са домороцима. То су били феничани, који је уведен у подручје Медитерана их Бог Мелькарт, касније назван од стране римљана "Херкулес" Monoikos. То је било после овог Бог да римљани преименован у трг Портус Херкулес Moneici, која је формирана на овом имену "Монако".
Резиденција принца од Монака је настао на Роцхер-де-Монако (илустрација 5) Као тврђава у 1191. године, када је лука, који је данас да је на Монте-Карло, био је купљен Републике Ђенови. Луке и околине били су у Генуэзцам цара Генрихом IV, под условом да Дјенове штити обалу од пиратерије. Даље територија била предата новим власницима у Савет града и опатији де Сен-Понс. У 1215. године је почео рад на новом тврђаве, која се састоји од четири куле, Сједињеним земљу зида, заштићене ненесущей зида. То је основа ове палате.
Ђенова је важан у политици, 12. века у Европи. Дјенове су нација трговаца, и то је било њихово богатство, које су често обављају улогу банкара у другим националних држава. Међутим, Дјенове подељена на следећи раскол се јавља, када се Цар Фридрих II је изазвао власти Римског Папе Иноћентије IV. Два супротна табора формирана: Гвельфы, који је подржао папа, и Гибелинеса, који су били лојални царска круна. Фасада са Гвельфы су били једна од аристократских породица Ђенове—на Грималди. Током 13. века ове две групе су се борили. Коначно, на крају века Гибелинеса постигле победе и протерају своје противнике, укључујући и Грималди из Ђенове. Грималди населили у округу, данас познат као француски Ривиера. Неколико двораца у области, још познат као zamak  Грималди, и сведоче о снажном присуству различитих грана породице у непосредној близини.
Легенда каже да је у јануара 1297. године Франсоа Грималди, маскиран као монах, склонили у дворцу. За добијање пунктовима, он је убио чувара, након чега га људи појавили су се и заузели дворац. на тај начин тврђава је постала упориште Грималди. Овај догађај се обележава споменик Франсоа Грималди у зидовима палате (илустрација 6), и у наручју кућа Грималди, где Франсоа приказан онај што држи у руци мач, а у одећи монаха (Слика 2).
Карл I, који је владао од 1331 до 1357. године, и био је син Франсоа Грималди рођак Реније самзнатно проширио тврђава додавањем две велике зграде: један против Источног бедема, а други, гледајући на море. Она је променила изглед тврђаве, чинећи га више утврђени кућу, него тврђава. утврђења остало је веома потребан, јер се у наредних три деценије тврђава је наизменично изгубио и повратио у Грималди на Генуэзцам. У 1341 Грималди узео Ментон, а затим Рокебрюн, чиме унапређује своју моћ и сила у региону. Касније су ојачани не само за заштиту луке, али и да их тврђава на Роцхер. Грималди цитаделе је сада сила базу, из које породица владала је велика, али је веома рањива површине земљишта.
За наредних сто година Грималди бранили своју територију од напада од стране других држава, које су Ђенови, Пизи, Венеција, Напуљ, Француској, Шпанији, Немачкој, Енглеској и Провансе. Тврђава је често баци, оштећена и обновљена. Постепено Грималди почео да закључи савез са Француском, која је ојачала своје позиције. Сада сигурније, Грималди лордова Монако сада почињу да схватају да је потребно не само да брани своју територију, али и да имају кућу, одражавајући своју моћ и престиж.
Током 15. века, и тврђава, и Роцхер наставити да се шири и даље бранио, док то није постало гарнизон, где живи око 400 војника. споро окретање од утврђеног куће до палате (илустрација 7) почела је у овом периоду, по први пут од кућа по Ламберто Грималди, Господ Монако (који између 1458 и 1494 је био "значајан владар, који је био ангажован дипломатија и мач са једнаким талентом"), а затим његов син Жан II. У овом периоду је наставак источној страни тврђаве са муп-крило, штите високе зупчасти зидови, повезују Бастион куле—Сент Мари (м на слици 7), средње (На) и "Југ" (х). То је велико ново крило, садржане палата почетни сала, велика сала (данас познат као собу за заштиту). Овде принчеви проводе своје службене послове и одржана суд. даље, више луксузан, собе са терасама и лоджиями су намењене за приватну употребу породице Грималди. У 1505. године, Жан II је убијен својим братом Люсьеном.

## Тврђава-палата

### Луција I (1505—1523)
Жан II наследио је његов брат Люсьен сам. Свет не влада у Монако дуго; у децембру 1506 14 000 трупе Дјенове опкољен Монако и његов дворац, и у року од пет месеци 1,500 Monégasques и плаћеника, бранили Роцхер до постизања победе у марту 1507. Овај лево Люсьен сам хода дипломатическому жици између Француске и Шпаније да би крхки независност мале државе, која и у истину био предмет Шпанији. Люсьен одмах кренуо на решавање последица рата у утврђени двор, који је био оштећен тешког бомбардовања. у главном крилу (видети илустрације 3 & 7 – х У М ), саградио кнез Ламберт и проширена за време владавине Џен II, он је сада додали велики крило (х Са Са), у којој је сада стање стана.

### Оноре I (1523—1581)
У време Оноре ја унутрашње трансформације од тврђаве до палате је наставио. По уговору Trodesillas у почетку Оноре правило појаснио Монако положај у протекторат Шпанији, и, самим тим, касније Цар Светог римског царства Карло В. Ово под условом безбедност, да Господ Монако да се фокусира на више удобан ка својој резиденцији, а не стална потреба да га брани.
Двориште је обновљена, архитекта Доминик Галло пројектовању два игара, истезање између тачака Н И Са. Аркада, крышевать раније крило Люсьен сам, свако има дванаест лукова, украшене белим мермером balustrading на горњем нивоу. Данас горњи аркадама назива Галери д Херкулес (галерија Херкула), јер их плафони су насликане сцене, приказују подвиге Херкула на Орацио де Феррари на крају владавине Оноре II. Овим аркадама или лођу пружају ходници за државног собе у Јужном крилу (данас познат као држави собе крила). На другој страни дворишта ново крило је изграђена и Дјенове сликар Лука Cambiasi био оптужен у сликарству његов спољни зид са фрескама. Верује се да је галерије (б) у Северном крилу са погледом на луку су изграђени у то време.
Даља проширења су спроведене у циљу да се забављају Цара Карла V у 1529. године, када је провео четири ноћи у палати током свог путовања у државу Болоња за његово крунисање према папи Клименту VII.
У архитектонском погледу то је био узбудљив период, али Оноре, ја не био у стању да обнови тврђаву у великом стилу Ренесансе палаззо. Упркос шпански заштите, ризик од напада од стране Француске био висок и одбране остао Оноре главни приоритет. у том циљу он је додао две нове функције: Кула Свих Светих (Ф) И Серравалле Бастион (г). Свих Светих Кула је полукружни и чуван крају рта рока. У комплету са пушке и топови, то је био повезан са вештачким пећине у стени себе. Подземним пролазима такође повезани до Серравалле Бастион, који је, у ствари, три спрата орудийная кула, ощетинившаяся топова. Под дворишту цистерна је постављен, обезбеђује довољне количине воде за 1000 особа у року од 20-месечне опсаде, са огромним свод таванице подржавају девет стубова. Монако је морао да остане политички рањивим за другог века и мале грађевинске радове су пролазили са 1581 до 1604, у време владавине тхе Чарлс II и принца Эркюля.

### Оноре II (1597—1662)
Монако Рањивост је још донео кући у 1605. године, када су Шпанци поставили гарнизон тамо. У 1633 Оноре II (илустрација 8), званично се сматрати као "светлейший принц" на шпанском краљу, признајући Монако кнежевина први пут. Међутим, како шпанске трупе су у данашње време окупације, ово признање је слављен као не више од покрета, да би Оноре срећан.
Оноре II био франкофилом. Након његовог образовања у Милан, био је израстао интелектуалне салонима у Паризу. на тај начин, блиско сродство са Француском, културно и политички, он се побунио против шпанског присуства у Монако. Када је схватио да је Монако је потребна заштита још једна власт, Француској био Оноре II одобрава избор. У 1641. године, у великој мери подржани француски, он је пао на шпански гарнизон и возио шпански, најављујући "слободу славе Монако". слобода поменуо у потпуности зависи од Француске, а Монако је сада почео је период под протекторатом Француске, која ће трајати до 1814. године. као резултат ове акције Оноре II сматра данас као херој Монако.
Высокообразованный и покровитељ уметности, Оноре II, сигурно на свом престолу, почео да прикупља дела Тицијана, Дурера, Рафаела, Рубенса и Микеланђело, који лежи у основи уметничке збирке, да је ситуација палате полако развија од Монака тврђаве. За наредних 30 година, он је претворио га у двор, погодан за принца (Слика 9).
Он је наложио архитекте Жаку Катон не само да се прошири палата, али и да их ублажи суморна тврђаве изглед. Главни фасада, окренут простору, "испред" палате, био је дун декоративни накит. Горња лођама (Б) са десне стране од улаза је застекленное. Унутар палате парадные сале крило рестилизован и анфилады парада покоев створио. Нова капела украшена куполом (изграђена на месту, д) је био посвећен од Јована Крститеља. Овај нови рад је помогао да сакрије забрањује Серравалле Бастион из дворишта, за лако креирање атмосфере у доба Ренесансе палаззо.

## Землевладельцам и револуција (1662—1815)
Крајем 17. века и почетком 18. века, док је Монако је званично независна држава, она је била у стварности у покрајини Француској. њени владари су провели највећи део свог времена у француском двору, дакле, налик власници толико распрострањена у то време међу француске аристократије. Мамац Версај био више него сопствене земље.
Оноре II наследио га је унук, Принц Луис И нови принц је био љубазан личности и провео много времена са супругом на француски суд, где је уживао необично разлика у томе како поглављу стране државе и племство Француској. Импресивне палате француског краља, који је ангажовао архитекте Жан ду Cerceau да спроведе промене палате у Фонтаинеблеау, Луј I се користи у Фонтаинеблеау, као инспирација за побољшање свог палате у Монако. На тај начин он је био одговоран за два палате највише значајне карактеристике: улаз—огромна Барокна лук превазићи забат брокен имајући Грималди оружја (илустрација 10)—и још више сећању, најновије вести потковица, степениште по узору на у Фонтаинеблеау. тридесет корака, од којих се састоји степениште, како кажу, били су исклесан из једног комада Каррарского мермера. као архитрав новог улаза и потковице степенице су дизајнирани Антоан Grigho, архитекта из Комо.
Принц је приметио на сведозвољеност у његов лични живот, мотовстве Луј био сам пословичну. Током посете Енглеској 1677. године, он је извукао доле на себе гнев краља Карла II, туширање скупим поклонима на Хортензија Манћини, краља љубавница. енглески и Принц Луј је постао касније политичких непријатеља, када је Луј учествовао у англо-холандског рата против Енглеске, водећи своју Монако коњице у борбама у Фландрији и Франш-Конте. Ове акције су зарадили Луј захвалност Луја КСИВ, који је га је амбасадор Свете столице, која је поверена функција софтвера шпанско наслеђе. Међутим, трошкови отстаивание своје позиције када папског дворишту, изазвало га да прода већи део његов деда Оноре II збирка уметничких дела, уништавањем кућа, који је раније тако наглашено је појачан. Луј је умро пре него што је добио шпански престо за Француску, која је зарађивао би Грималди огромне награде. Уместо Европе је одмах утонула у хаос рата за шпанско наслеђе је почела.
У 1701. године принц Антоан успео Луис I и наследио готово банкротира Монако, иако он још украсите Краљевску собу. На њеном плафону, Грегорио де Ферари и Александар Хаффнер је приказана фигура славе у окружењу люнеты, илуструју четири сезоне.
Антоине брак са Мари Лорен је несрећан и уступила је само две ћерке. Монако Устава своде престо према члановима породице Грималди у миру, и Антоан, дакле, жели да се његова ћерка Принцеза Луиза-Ипполита (илустрација 11) у Пет Грималди рођак. Међутим, статус Грималди стања и недостатка (политички потребно) одобрење краља Луја КСИВ, диктирао другачије. Лоуисе-Ипполита је била удата за Жака де Гойону Матиньон, богата риа новости из Нормандије. Лоуисе-Ипполита успео да је њен отац као суверене Монако у 1731. године, али је умро неколико месеци касније. Краљ Француске, потврђују Монако држава подређена у Француску, не обраћајући пажњу на протесте других грана породице Грималди, уклоните ја ћу Устав и одобрио континуитет Жак де Матиньон Гойону као Принц Жак и ја.
Жак сам присвојио себи име и грб Грималди, али француска аристократија, показала је да се мало поштовања према новом тхе који је устао из својих редова и одлучио да проведе своје време недостаје из Монака. Он је умро 1751. године, и њега је наследио његов и Луиз-Ипполита-сина кнеза Оноре III.
Оноре III оженио Кетрин Бриньоле у 1757. години и касније разведен са њом. Занимљиво је да је пре свог брака Оноре III је роман са својим будућим тещей. након развода Марија Бриньоле оженио Луј Јосепх де Бурбон, принц де Цонде, члан погинулим француски краљевски дом, на 1798. године.
Иронично, Грималди стања су обновљени, када се потомци као Хидрангеа Манћини и Луј сам се удала: Луиз д Aumont Мазарини оженио Оноре III, син и наследник, будући Оноре ИВ. Овај брак у 1776. године био је изузетно корисно Грималди, као Луиз праотац Хидрангеа Манцини је била наследница кардинала Мазарини. Дакле, Монако владајућа породица је стекла све имање, завещанные кардинал Мазарини, укључујући војводина Ретель, и кнежевине Цхатеау-Porcien.
Оноре III је био војник који се борио у обе Фонтенуа и Rocourt. Он је био срећан да напусти Монако регулисано другим, посебно бивши учитељ. То је било на једном од Оноре III ретке посете палате у 1767. г., да је болест приморала Едвард, војвода Заснованна земљу у Монако. Пацијент кнеза била истакнута државна опочивальню, где је убрзо умро. Од тог времена школа је познат као школа Њујорку.
Упркос недостатку пребивалишта, у последњем кварталу 18. века палата је опет "дивно место" (Слика 12). Међутим, револуција је у току, а на крају 1780—их година Оноре III био је приморан да иде на уступке, да своје људе, које је пронађено револуционарне идеје од својих француских суседа. То је био само почетак Грималди проблема. У 1793. године, лидери француске револуције аннексировала Луксембург. Принц је био у затвору у Француској, а његова имовина и имања, укључујући и палата, заплењено у Француску.
Палата је била опљачкана принца поданика, и оно што је остало од намештаја, и збирка уметничких дела продата француске владе. даље промене су нагомилани у обе земље и палате. Монако је преименован у Форт д Херкулес и постао кантон Француској, двор је постао војне болнице и богадельню. У Паризу, кнеза ћерка-у-праву Францоисе-Тереза де Шуазель-Stainville (1766-1794) је погубљен, један од последњих да буде гильотинирован у време терора. Оноре III умро 1795. године у Паризу, где је провео највећи део свог живота, не долази у свој трон.

## 19. век

### Враћање палате
Оноре III је наследио његов син Оноре ИВ (1758—1819), чији је брак са Луизой д"Aumont Мазарини урадио толико за опоравак Грималди стања. Значајан део ове среће био исцрпљен тешкоће револуције. 17. јуна 1814 под Париски уговор, кнежевина Монако је обновљена Оноре ИЈ.
Тканина палате су потпуно занемарени у току године, у којој Грималди је био послат од Монака. То је било у лошем стању, да је део источног крила су морали да се сруши заједно са Оноре II купање павиљон, који је стајао на територији окупиране данас Наполеон музеј и зграда палате архива.

### Опоравак
Оноре IV је умро убрзо након што је његов престо је враћен му је и структурне рестаурација палате је почела у Оноре В, и био је да се настави после његове смрти 1841. године, његов брат Принц Флорестан. Међутим, у време Флорестана приступања, Монако поново пролази кроз политичке тензије, изазване финансијским проблемима. Они су довели свог положаја као протекторат Сардинији, у земљи у којој је он био из Француске након завршетка наполеонових ратова. Флорестан, чудак (он је био професионални глумац), са леве стране радном Монако и његова супруга, Марија Каролина Жибер де Lametz. Упркос покушаји обично мужа људи су поново у нереде. У покушају да ублажи експлозивне ситуацију Флорестана уступио власт свом сину Чарлс, али то је сувише касно да се смири Monégasques. Ментон и Рокебрюн одвојио од Монака, остављајући Грималди већ мала земља је у великој мери смањена—нешто више од Монте-Карло.
Флорестан умро је 1856. године и његов син, Чарлс, који је већ владао оно што је остало од Монака, наследио га као Карла III (илустрација 15). Ментон и Рокебрюн званично постала део Француске у 1861. години, смањење Монако Величина на можданог удара на 80%. Временом на његове руке, Карл III посветио своје време да заврши обнову своје палате, започета његова ујака Оноре в. он перестроил Свети. Марија Кула (слика 14) и у потпуности обновљена капела, додавање новог олтара, и има засведени плафон је осликана фрескама, а напољу је фасада била осликана Јаков Froëschle и Дешлер са фрескама које илуструју различите подвиге у извођењу Грималди. Собу заштите, бивши велика сала тврђаве (сада познат као државни сала), је претворена нове Ренесансе накит и монументалног камину.
Карл III и предузети озбиљне покушаје да пронађете различите уметничка дела и намештај опљачкана, продати и разишли у време револуције. Заједно са нове куповине, а Ликовна уметност збирка још једном украшене палате, који је укључивао не само породични портрети, као што су Люсьен ја по де Предиса; Оноре II рад Филипа де Шампеня; поглавље Антоан сам на Иасент Риго, и Ван Аооса портретом Лоуисе-Hyppolyte (слика 11), али и као ремек-дела, као што је "лекција музике" од Тицијана.
Карл III је такође одговоран за још палата у Монте Карлу, који ће финансирати његов опоравак, и да се окрене пошатнувшейся економије своје земље. Овај нови двор је био Шарл Гарньеса другог Царства казина, завршена 1878. године (слика 16). Први казино Монако је отворено Претходну деценију. Кроз казино Монако је постала самоокупаемой.

### Смањење снаге Грималди
У време смрти Карла III у 1889. години, Монако и Монте Карлу су синоним, тако што је једно и исто место, и стекао кроз коцкање, углед луше и декадентни игралиште богатих. Она је привукла све од руских великих кнезова и железничких магната, често са својим љубавницама, да авантуристи, изазивају мала земља, да се исмевали многи, укључујући краљице Викторије. У ствари толико декадентни је "Монако" верује да је од 1882. године, када је почела да посети француске Ривијере, Краљица Викторија одбила у љубазношћу да се друже у палати. модеран писац Сабин Бэринг-Гулд описао habituées Монако као "морална јама заосталој Европе".
Сменявшие једни друге владари Монако, по правилу, живе у другим земљама и да посете само понекад их палата. Карл III је успео да у 1889 Алберт сам. Алберт удата Дама Марије Викторије Даглас-Хамилтон, ћерка Шкотске 11. војвода Хамилтони његов немачке супруге, принцезе Баденской. У пар је један син, Луј, пре него што је њихов брак био укинут у 1880. години. Алберт био велики научник и основао Океанографический институт у 1906; као пацифист, он је потом основао Међународни Институт за мир у Монако. Алберт другом женом, Алиса Хеине, амерички банкарски наследница, која је била удовица француског војводе, урадио много, да се окрену Монте Карлу у културни центар, стварање балета и опере у граду. Оно што је донела велики мираз у породицу она изненада је размишљао, окретањем казино у лечебницу за сиромашне, који ће добити корист од рекуперацију у топлим ивице. овај пар, међутим, одвојени, пре него Алиса могла да стави свој план у акцију.
У 1910. години, палата је узета по олуји током Монакского револуције. Кнез изговорио крај апсолутне монархије од усвајања Устава изабран парламент следеће године.
Алберт истакао у 1922. години, син Луја II. Луј II је одрастао његова мајка и очух, светлейший кнез Tasziló Фештетичей де Тольна, у Немачкој, и не знам шта Монако уопште до 11 година. Он је имао далека сродство са оцем и служио у француској војсци. Док је домаћин у иностранству, он је упознао са својим љубавница Мари Жюльетта Луве, ко је имао ћерку, Шарлот Луиз Јулија, родившаяся у Алжиру у 1898. године. Као Принц од Монака, Луј II провео много времена у другим местима, радије да живе у родовом имању Ле Марцхе недалеко од Париза. У 1911. години, Принц Луј је био усвојен закон, легитимизирующие његова ћерка, тако да је она могла да наследи престо, да се не дозволи да га прође у далекој германске гране породице. Закон је био оспорене и претворио у оно што је постало познато као "Монако" континуитет кризе. Коначно, у 1919. године, кнез је званично прихватио га незаконнорожденная ћерка Шарлот, који је постао познат као Принцеза Шарлот, војвоткиња Валентинуа. Луј II прикупљање артефаката у власништву Наполеон I облик основе Наполеона музеј у палати, који је отворен за јавност.
Током Другог Светског Рата, Луј је покушао да задржи Монако неутрална, иако су његове симпатије су на страни француске Владе Виши. то је изазвало раскол са унук Реније, његова ћерка, син и наследник на престо Луј, који је снажно подржао савезника против нациста.
После ослобођења Луксембурга од савезничких снага, на 75-годишњи Принц Луј није мало за своје кнежевина и он је почео да пада у тешке занемаривања. До 1946. године, он је провео највећи део свог времена у Паризу, а 27. јула исте године се оженио по први пут. Одсутна у Луксембург током последњих година своје владавине он и његова супруга живела у њиховом имању у Француској. Принц Луј је умро 1949. године, и њега је наследио његов унук, принц Реније III.

## Реније III
Принц Реније III је био одговоран за то, да не само да се врти око новца и угледа Монако, али и за враћање палате. Након његовог ступања на 1949. године, принц Реније III, одмах је почео програм реконструкције и рестаурације. Многи спољни фреске на дворишту су обновљени, док је Јужна крило, уништена после Велике француске револуције, био обновљен. То је онај део палате, где је владајућа породица имају своје приватне станове. крило се такође налази музеј Наполеона и архива.
Фреске које красе отворене аркада, познат као Галерија Херкула су измењени Реније III, који се увозе дела Пјер Франческо Mazzucchelli, са приказом митских и легендарних јунака. поред тога, многи собе су реновиране и реконструисати. многи од мермерни подови су враћена у кабинама и украшен интарсией дизајна који укључује двоструко П вензель принц Реније III.
Заједно са супругом, на крају Грејс Кели, Принц Реније не само да је обновио палата, али од 1970-их и направио га седишту велики и успешан бизнис, који је позвао лака индустрија "Монако", чији је циљ био да се смањи Монако зависност од прихода од игара на срећу. ово се баве наводњавање, развој нових плажама, и модерне високоградње луксузних станова. Као резултат тога Монако повећање престижа, у 1993. години он се придружио Уједињеним нацијама, са Реније наследника принца Алберта од Монака шеф делегације.
Принцеза Грејс њеног преминулог мужа, умирања у 1982. години, као резултат саобраћајној несрећи. Када Реније III је умро у 2005. години, он је напустио свој двор и своју земљу у јаче и више стабилизированной стању да финансијски и конструктивно, него што је то било вековима.

## Палата у 21. веку
Данас палата је дом за принца Реније син и наследник, принц Алберт II. Његов парадные хале су отворене за јавност током лета, а од 1960. године, палата двориште је место за концерт под отвореним небом, дате Монте Карло филхармоније (раније познат као оркестар Националне опере).
Међутим, двор-то је много више него што је туристичка атракција и музеј: он остаје потпуно радну палата и седиште ја ћу владара, и ова чињеница наглашава стражари на стално дежурство на улазу (Слика 17). Суверена кнезова, мада је дужан да по Уставу, учествују у дан у дан ради Луксембурга као земље и пословања. Данас Луксембург заузима територију у 197 ha (487 acres) од којих је 40 ha (99 acres) су отвоеваны на мору од 1980. године.
За важне догађаје као што су венчања и рођења ја ћу Грималди—отворени двориште и окупљених грађана Монако решавају принц из галерије Херкула са погледом на двориште. у двориште такође се користи за спровођење годишњег дечије јелке. Кроз такве активности, палата наставља да игра централну улогу у животу кнеза и његове поданике, као што је то рађено током 700 година.